# Yoss
Yoss, właśc. José Miguel Sánchez Gómez (ur. 1969 w Hawanie) – kubański eseista, krytyk, autor utworów obyczajowych, fantastycznych i erotycznych.

## Życiorys
W 1991 roku ukończył studia biologiczne, od 1994 roku jest członkiem Związku Artystów i Pisarzy Kuby (Unión Nacional de Escritores y Artistas de Cuba, UNEAC). Od 2007 roku jest wokalistą grupy rockowej Tenaz.
Jego utwory ukazują się głównie poza Kubą. W listopadzie 2010 roku ukazała się w polskim przekładzie jego książka „Siedem grzechów kubańskich”.

## Twórczość
- Timshel (opowiadania science-fiction), 1989
- W (powieść), 1997
- Siedem grzechów kubańskich/I sette peccati nazionali (cubani) (powieść), Włochy 1999
- Los pecios y los náufragos (powieść science-fiction), 2000
- Se alquila un planeta (powieść Science-Fiction), 2001
- El encanto de fin de siglo (powieść, we współpracy z Danilo Manera), 2001
- Al final de la senda (powieść science-fiction), 2003
- La causa che rinfresca e altre meraviglie cubane (opowiadania), 2006
- Precio justo (opowiadania science-fiction), 2006
- Pluma de león (powieść erotyczna/science-fiction), 2007
- El gran arte de vestirse cheo durante toda una vida, 2010

## Nagrody
- 1988 – Nagroda David za najlepszą powieść fantastyczną, Kuba
- 1993 – Nagroda czasopisma Revolución y Cultura, Kuba
- 1993 – Nagroda Ernesta Hemingwaya, Kuba
- 1995 – Nagroda Los Pinos Nuevos, Kuba
- 1998 – Nagroda Luis Rogelio Nogueras, Kuba
- 2001 – Nagroda Aguelarre za najlepszy tekst humorystyczny, Kuba
- 2002 – Nagroda Farraluque za najlepsze opowiadanie erotyczne
- 2002 – Nagroda Uniwersytetu Carlosa III, Hiszpania
- 2005 – Nagroda Domingo Santos
- 2006 – Nagroda Casa de Teatro, Republika Dominikany
- 2008 – Nagroda Alberto Magno, Hiszpania
- 2010 – Nagroda Universitat Politècnica de Catalunya